# (12045) Klein
(12045) Klein ist ein Asteroid des Hauptgürtels, der am 30. März 1997 vom italoamerikanischen Astronomen Paul G. Comba am Prescott-Observatorium (IAU-Code 684) in Arizona entdeckt wurde.
Der Asteroid wurde am 24. Januar 2000 nach dem deutschen Mathematiker Felix Klein (1849–1925) benannt, der im 19. Jahrhundert bedeutende Ergebnisse in der Geometrie erzielte und dafür sorgte, dass Göttingen zu einem Zentrum der Mathematik aufstieg.
Der Himmelskörper ist Teil der Eunomia-Familie, einer nach (15) Eunomia benannten Gruppe, zu der vermutlich fünf Prozent der Asteroiden des Hauptgürtels gehören.